# Lou Tsioropoulos
Louis C. "Lou" Tsioropoulos (Lynn, 31 de agosto de 1930-Louisville, 22 de agosto de 2015) fue un baloncestista estadounidense, de ascendencia griega, que disputó tres temporadas en la NBA. Con 1,96 metros de estatura, lo hacía en la posición de alero.

## Trayectoria deportiva

### Universidad

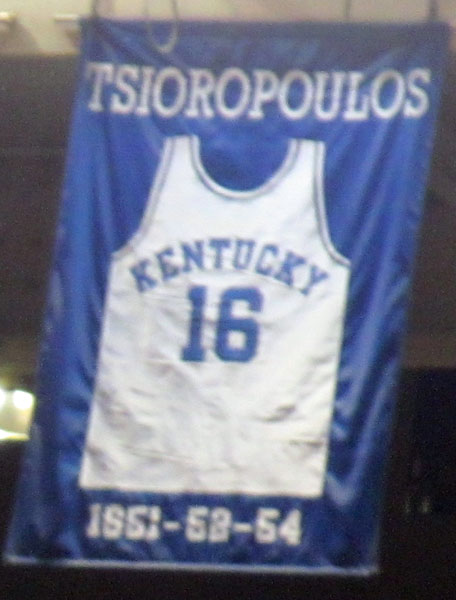
Camiseta retirada de Tsioropoulos en el Rupp Arena.

Jugó durante tres temporadas con los Wildcats de la Universidad de Kentucky, donde promedió 8,4 puntos y 8,3 rebotes por partido. En 1951 se proclamó Campeón de la NCAA tras derrotar en la final a Kansas State Wildcats. Al año siguiente, un escándalo de amaño de partidos involucró a tres compañeros suyos, haciendo que tanto él como Frank Ramsey y Cliff Hagan jugaran una temporada extra en la universidad, tras la suspensión por un año del equipo de la competición.
En su última temporada fue incluido en el segundo mejor quinteto de la Southeastern Conference para Associated Press.

### Profesional
Fue elegido en la sexagésima posición del Draft de la NBA de 1953 por Boston Celtics, curiosamente el mismo equipo que eligió también previamente a sus compañeros Ramsey y Hagan. Tsioropoulos no pudo incorporarse directamente a la liga, ya que tuvo que cumplir con el servicio militar. Se unió al equipo en la temporada 1956-57 como suplente de Tom Heinsohn, y en su primera temporada contribuyó con 4,4 puntos y 4,0 rebotes a la consecución del anillo de campeones de la NBA.
Jugó dos temporadas más con los Celtics, llegando en ambas a las Finales de la NBA, y logrando un nuevo título en 1959. Tsioropoulos se perdió gran parte de la temporada, debido a una lesión en la rodilla de la que se resintió tras ser operado en su temporada júnior de la universidad, forzando su retirada prematura.

## Estadísticas de su carrera en la NBA
|  | Denota temporadas en las que fue Campeón de la NBA |
|  | Líder de la liga                                   |

### Temporada regular
| Año      | Equipo | PJ  | MPP  | %TC  | %TL  | RPP | APP | PPP |
| -------- | ------ | --- | ---- | ---- | ---- | --- | --- | --- |
| 1956-57† | Boston | 52  | 12.9 | .309 | .775 | 4.0 | .6  | 4.4 |
| 1957-58  | Boston | 70  | 26.0 | .317 | .686 | 6.2 | 1.6 | 7.7 |
| 1958-59† | Boston | 35  | 13.9 | .316 | .758 | 3.1 | .6  | 4.1 |
| Total    | Total  | 157 | 19.0 | .315 | .717 | 4.8 | 1.1 | 5.8 |

### Playoffs
| Año   | Equipo | PJ  | MPP  | %TC  | %TL  | RPP | APP | PPP |
| ----- | ------ | --- | ---- | ---- | ---- | --- | --- | --- |
| 1958  | Boston | 11* | 21.7 | .294 | .655 | 5.8 | 1.3 | 6.3 |
| Total | Total  | 11  | 21.7 | .294 | .655 | 5.8 | 1.3 | 6.3 |